# Torreana spinata
Torreana spinata is een hooiwagen uit de familie Agoristenidae.